# Arbeiterbewegung in den Vereinigten Staaten
Unter Arbeiterbewegung in den Vereinigten Staaten werden organisierte Zusammenschlüsse zur Verteidigung und Verbesserung von Arbeiterrechten in den Vereinigten Staaten von Amerika zusammengefasst. Dabei ist in ihrer Geschichte eine vorindustrielle Phase etwa bis 1840 mit Manufakturarbeitern und Handwerkern von der eigentlichen Industrialisierung zu unterscheiden, als mit Gewerkschaften und Arbeiterparteien für Fabrikarbeiter typische Organisationsformen auftraten. Kennzeichnend für die USA ist die geringe Ausprägung sozialistischer Bewegungen, es gibt auch keine politischen Richtungsgewerkschaften.

## Die Situation der Arbeiter in den britischen Kolonien und in der Frühindustrialisierung
Ungefähr die Hälfte der Bevölkerung in den nordamerikanischen britischen Kolonien war um 1750 abhängig beschäftigt. Die soziale Situation der Arbeiter war recht heterogen, was einem Zusammenschluss mit dem Ziel der Verbesserung ihrer Situation entgegenstand. Die abhängig Beschäftigten lassen sich in zwei Gruppen unterteilen: Erstens männliche Weiße, die als Sträflinge, Zwangsarbeiter oder Schuldner aus dem angelsächsischen Mutterland in die Kolonien verschifft wurden, nach Ableistung der Strafe jedoch zu freien Bürgern wurden, und zweitens rechtlose Sklaven. Bezeichnend ist die Bevölkerungsgliederung von Carolina im Jahr 1708: Von circa 9.580 Einwohnern (darunter etwa 1.400 Indigene) waren ungefähr 4.100 Sklaven. Resultierend aus einem Arbeitskräftemangel, wurde die erste Gruppe im Vergleich gut bezahlt. Ein Arbeiter in Neuengland verdiente zu der Zeit dreimal so viel wie in England und sogar sechsmal so viel wie ein Arbeiter in Schweden oder Dänemark. Hinzu kam, dass Iren in den Kolonien (und nur dort im British Empire) rechtlich und politisch anderen „Weißen“ gleichgestellt waren. Der Einwanderer hat in seiner neuen Heimat offenbar ausreichende wirtschaftliche, politische und rechtliche Freiheit erlangt. Zudem standen viele Aufstiegsmöglichkeiten, die den Arbeitern offen standen, einer dauerhaften Interessenorganisation im Wege.
Dies änderte sich erst zaghaft am Ende der Kolonialzeit und in der Frühzeit der Vereinigten Staaten. Zu diesem Zeitpunkt waren die USA zwar demokratisch verfasst, aber dennoch eine Ständegesellschaft, an deren Spitze eine Gruppe von erfolgreichen Kaufleuten und Pflanzern stand, denen es allein rechtlich erlaubt war, politische und gesellschaftliche Institutionen zu gründen. Für die Mehrzahl der abhängig Beschäftigten waren Sklaverei und Zwangsarbeit Teil ihrer Lebenswelt, zudem galt für sie ein Verbot von Zusammenschlüssen zwecks gemeinsamen Handelns. Erste Forderungen wurden jedoch bereits im Übergang vom Merkantilismus zum Kapitalismus 1760–1830 artikuliert: zum ersten Streik kam es 1763 in Charleston, South Carolina – eine Aktion freier afroamerikanischer Schornsteinfeger.

### Frühe Handwerkerverbände zurzeit der Unabhängigkeit 1776
Der Unabhängigkeitskrieg forderte den Zusammenhalt der Bevölkerung, die die Unabhängigkeit befürworteten, ungeachtet des sozialen Standes eines jeden Einzelnen. Nach Aussagen John Adams’ war nur ein Drittel der Bevölkerung für den Bruch mit Großbritannien. Im Unterschied zu vielen mitteleuropäischen Ländern war die amerikanische Wirtschaft zu diesem Zeitpunkt bereits nicht mehr rein agrarisch, sondern teilweise vorindustriell ausgerichtet. Im Rahmen des Krieges entstanden lokale Arbeiterorganisationen, welche als Vorläufer von Gewerkschaften und politischen Gruppen gelten. Diese so genannten „Vereine zur gegenseitigen Hilfe“ oder „Box-Clubs“ nahmen sich unter anderem der Neueinwanderer an und leisteten Hilfe bei Krankheits- und Sterbefällen. Sie waren nach Berufsständen gegliedert, so z. B. die 1767 gegründete New Yorker „Friendly Society of Tradesmen and House Carpenters“. Ein anderes Beispiel war die „Marine Society“, die 1756 entstanden ist, aber nach einem Streik von 150 ihrer Mitglieder 1779 aufgelöst wurde und sich in den „Sons of Neptune“ wieder zusammenfand.

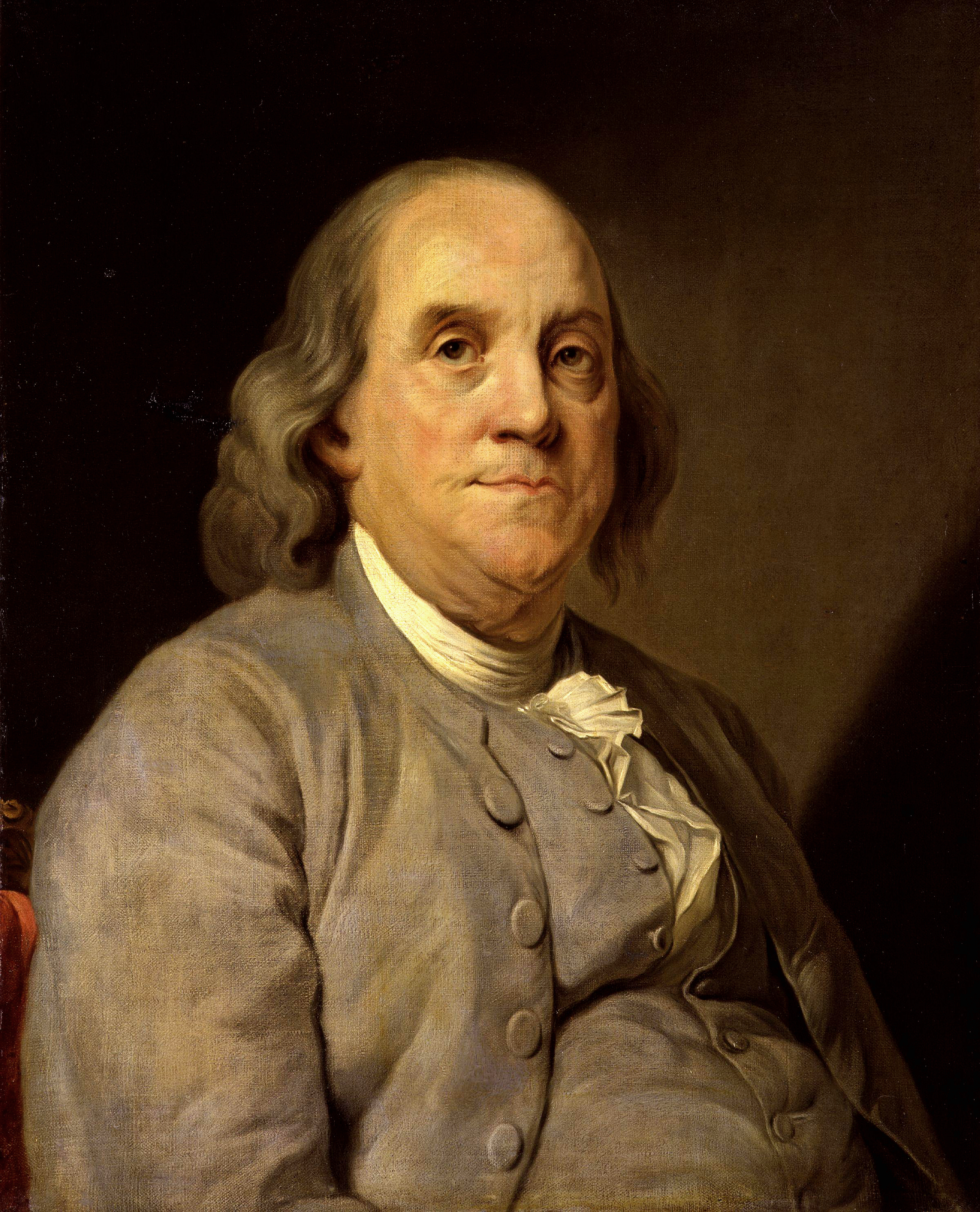
Benjamin Franklin

Die Verfassungsväter hielten nicht viel von Arbeitern. Benjamin Franklin äußerte sich 1768 wie folgt über die Arbeiterschaft:

“Saint Monday is as duly kept by our working people as Sunday; the only difference is that instead of employing their time cheaply at church they are wasting it expensivly at the ale house.”

„Der Blaue Montag wird von unserer Arbeiterschaft genauso gewissenhaft eingehalten wie der Sonntag; der einzige Unterschied ist nur, dass sie, statt ihre Zeit billig in der Kirche zuzubringen, sie teuer im Schankhaus vergeuden.“

Die im Zuge von Unabhängigkeitserklärung und der Revolution gewährten Rechte, wie das Versammlungs- und Petitionsrecht, Pressefreiheit, das Recht auf ein ordentliches Gerichtsverfahren und das Wahlrecht für alle als „weiß“ geltenden Männer, lösten bei den Arbeitern in Stadt und Land eine republikanische Begeisterung aus. Nicht lange nach der britischen Anerkennung der USA traten die ersten organisierten Arbeitsniederlegungen in der amerikanischen Geschichte auf: Im bereits industriell geprägten Philadelphia schlossen sich Schuster und Drucker zu Gewerkschaften zusammen, um 1785 und 1786 zu streiken. Parallel dazu bildete sich in Baltimore die „Mechanical Society“.

### Landverteilung und Zug nach Westen
Thomas Jeffersons „Land Ordinance“ von 1784/85 für das Gebiet westlich der Appalachen und die „Northwest Ordinance“ von 1787 stellten preiswertes Land zur Verfügung, zusammen mit einer Bildungsoffensive nahmen sie den Arbeitern ihren Unmut. Die Amerikaner konnten bei drohender Verarmung mit Kind und Kegel nach Westen ausweichen, um sich dort ein neues Leben aufzubauen, während der Staat zunehmend arbeiter- und gewerkschaftsfeindlicher wurde.

## Die Auswirkungen der Industrialisierung
Mit der Industrialisierung und dem Wandel der Marktstrukturen, der market revolution, entstand eine Schicht der Fabrikarbeiter oder das Proletariat. Auch in den USA war eine Konzentration des ökonomischen Kapitals In Hand einer kleinen Bevölkerungsschicht zu beobachten. Ohne hinreichenden sozialen und rechtlichen Schutz sahen sich die amerikanischen Arbeiter im Gilded Age nicht nur der Willkür der Unternehmer ausgeliefert, sondern gerieten auch unter psychologischen Druck und liefen Gefahr, ihr Selbstwertgefühl zu verlieren.

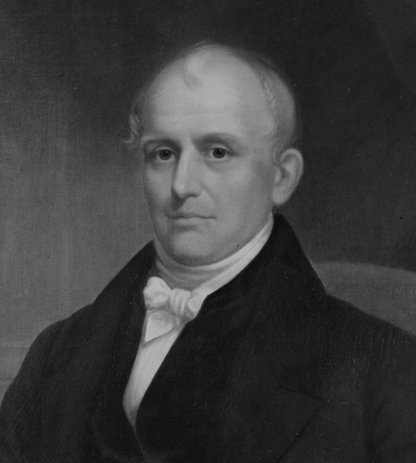
Samuel Slater – bekannt als „Vater der amerikanischen industriellen Revolution“

Modell einer „Jenny“ im Historischen Zentrum Wuppertal

Aufgrund ihrer Dauer kann man die Industrielle Revolution in den Vereinigten Staaten auch als eine Industrie-Evolution bezeichnen. Ungefähr 1789 brachte der 21-jährige Samuel Slater Pläne der in Großbritannien entwickelten „Spinning Jenny“ mit, eines Webstuhls, der die Textilbranche revolutionierte. Eli Whitney entwickelte 1793 eine Baumwollentkörnungsmaschine, ihre Wirkung beschleunigte den Prozess der Industrialisierung. Durch die Kriege in Europa begünstigt, begann 1798 die Massenproduktion von Büchsen und Flinten. Die Politik des Isolationismus verstärkte amerikanische Autarkiebestrebungen: 1810 befanden sich in Pennsylvania 87 Textilfabriken, in denen ca. 500 Männer und über 3.500 Frauen und Kinder beschäftigt wurden. Diesen Zustand bedauerte der erste Finanzminister der USA Alexander Hamilton, der selbst im frühen Alter anfing zu arbeiten, zu seinen Lebzeiten nicht, sondern lobte: „Frauen und Kinder machen sich nützlicher, und letztere früher nützlich, wenn sie in Manufakturbetrieben arbeiten.“ (Report on Manufactures)
Die Wirtschaft stimulierte erneut der zweite Unabhängigkeitskrieg von 1812 bis 1814 aufgrund des gegenseitigen Embargos von Großbritannien und den USA. So wurden vor allem Schifffahrts- und Munitionsfabriken ausgebaut: Während in den USA 1810 nur 55.000 t Eisen produziert wurden, waren es 1830 bereits 180.000 t. Noch mehr Arbeitskräfte wurden bei der Erschließung des Hinterlandes und der Kanalverbindung von New York mit Chicago benötigt, zwei Projekte, die durch große staatliche Investitionen ermöglicht wurden. Der Boom endete jedoch gemeinsam mit dem Britisch-Amerikanischen Krieg und der darauf folgenden Aufhebung der Embargopolitik: Amerikanische Erzeugnisse waren nicht in der Lage, mit britischen Billigprodukten zu konkurrieren, sodass es 1819 zur ersten Wirtschaftskrise kam.
Diese Entwicklungen gingen einher mit einer Bevölkerungsexplosion: von 1790 bis 1820 war die US-Bevölkerung von 4 auf 10 Millionen angestiegen, 1840 lebten 17 Millionen Menschen in den USA und zu Beginn des Bürgerkrieges 31,5 Millionen.

### Frühe Gewerkschaften, Parteien und Arbeiterorganisationen
Die einsetzende Wirtschaftskrise und die folgende Verarmung der Arbeiterschaft brachten erstmals eine Gewerkschaftsbewegung in den USA hervor. 1824 kam es erstmals zu organisierten Arbeitsniederlegungen, und zwar in Samuel Slaters Textilfabrik. Im Jahr darauf entstand eine stabile weibliche Gewerkschaft: die „United Tailoresses of New York“. Schnell kamen zu den gewerkschaftlichen auch politische Forderungen hinzu. Da die Rechte auf Bundes- und Staatenebene für Arbeiter eingeschränkt waren, erschien dieser Schritt logisch, sobald organisierte Strukturen vorhanden waren. Ein in der „Mechanics Union of Trade Associations“ von Philadelphia entstandenes Klassenbewusstsein spiegelte sich in ihrem Programm wider, das besagte, Arbeiter erschüfen zwar Reichtum, würden jedoch nicht an ihm beteiligt, und politische Macht forderte. Es mündete in der Gründung der „Workingmen’s Party“ 1828 und einer Schwesterorganisation in New York 1829. Sie forderte zunächst unter anderem eine gerechte Verteilung des Reichtums durch Erbschaftssteuer, die Vergesellschaftung von Banken und Fabriken sowie das Verbot von Landbesitz. Im Weiteren wurden diese Forderungen ausgebaut auf: ein freies und öffentliches Bildungssystem (nach einer Schätzung gab es 1834 in den Vereinigten Staaten 1.250.000 nicht alphabetisierte Kinder), die Abschaffung der Gefängnishaft für Schuldner, ein Pfandrecht zur Sicherung von Löhnen, ein gerechteres Steuersystem, die Beteiligung von Nicht-Eigentümern an öffentlichen Ämtern und die Abschaffung der Dienstpflicht in der Miliz. Bereits 1832 forderte die Association of the Working People in New Castle das Wahlrecht für Frauen. Zunächst waren jedoch auch die meisten männlichen Arbeiter von der Wahlbeteiligung ausgeschlossen, was sich erst mit der „Jacksonian Democracy“ änderte. Die Workingmen’s Parties – die sich weitgehend lokal konstituierten – erreichten den Höhepunkt ihres Bestehens Ende der 1820er/Anfang der 1830er. Die erste Arbeiterpartei Amerikas wurde im Sommer 1828 in Philadelphia gegründet, von dort aus breitete sich die Bewegung westwärts bis Pittsburgh, Lancaster, Carlisle, Harrisburg, Cincinnati und andere Städte in den Bundesstaaten Ohio und Pennsylvania aus. Im Süden drang sie bis Delaware vor und im Norden bis New York, Newark, Trenton, Albany, Buffalo, Syracuse, Troy, Utica, Boston, Providence, Portland und Burlington. Insgesamt entstanden zwischen 1828 und 1834 Workingmen’s Parties in 61 Städten – in Ortschaften, in denen sich keine bildete, wurde ihre Funktion von Handwerksvereinigungen wahrgenommen. Nach den Stadtratswahlen 1829 in Philadelphia stellte die dortige Arbeiterpartei 20 Abgeordnete, ihre New Yorker Schwester verteidigte den 10-Stunden-Tag im öffentlichen Dienst, während gleichgesinnte Parteien 1830 Wahlerfolge in Albany, Troy und Salina feierten. Zu dieser Zeit erschienen 20 Arbeiterzeitungen, zumeist in New England und den mittelatlantischen Staaten, wie die 1827 gegründete „Workingmen’s Free Press“, das Organ der „Mechanic’s Union of Trade Associations“ zusammen mit der Workingmen’s Party.
Die Workingmen’s Parties zerfielen jedoch auf dem Höhepunkt ihrer Macht, hauptsächlich durch innere Querelen. Zudem nahmen der Staat und die beiden etablierten Parteien schnell Arbeiterforderungen auf, die sie durch eigene parteiinterne Arbeiterorganisationen auch nach außen vertraten. So war der Arbeiterflügel der Demokraten 1834 mittlerweile so weit erstarkt, dass er die erste allgemeine Bürgermeisterwahl in New York einwirkte und Cornelius Van Wyck Lawrence ins Amt verhalf. Wichtiger noch war der Sieg Andrew Jacksons im Präsidentschaftswahlkampf zwei Jahre zuvor: Er hatte sich mit seiner Kapitalismuskritik und Angriffen auf die Notenbank die Stimmen derer gesichert, die der Industrialisierung kritisch gegenüberstanden, und war mit ihrer Hilfe ins Weiße Haus eingezogen. Ähnliches zeigte sich bei den Republikanern. So sagte der Republikaner Richard Yates im Jahre 1860: „The great idea and basis of the Republican party, as I understand it, is free labor. [...] To make labor honorable is the object and aim of the Republican Party.“ Die Republikanische Partei glorifizierte, aus einem protestantischen Ethos heraus, die Arbeit und den Arbeiter. Der protestantische Ethos ebnete den Arbeitern auch ihren Weg in die bürgerlichen Parteien, denn ihre Bewegung war weniger aus den Ideen von Marx und Engels als eben aus diesem Protestantismus entstanden. Diese Erfolge und die oben genannte Übernahme zahlreicher Arbeiterforderungen machten die Existenz eigenständiger Arbeiterorganisation obsolet. Zudem verbesserten sich durch die wiederanziehende Wirtschaft Anfang der 1830er Jahre und große territoriale Landgewinne der USA die Lebensbedingungen der meisten Arbeiter erheblich, die sich daher persönlichen Zielen widmeten, so dass Arbeiterpartei nach einer kurzen Blüte von der politischen Bildfläche verschwand.
Ein wenig anders erging es den Gewerkschaften: Da deren Forderungen und Bewegungen hauptsächlich betrieblicher und nicht politischer Natur waren, konnten sie sich länger halten. 1836 waren 300.000 amerikanische Arbeiter gewerkschaftlich organisiert (verglichen zu 26.500 im Jahre 1833) – ein Prozentsatz, der erst während der Zeit des New Deal wieder erreicht wurde – und kämpften hauptsächlich für die Legalisierung der Arbeiteraktionen, die immer noch unter den Strafbestand der Verschwörung fielen, und den 10-Stunden-Tag. Allein im Gebiet von New York, Philadelphia und Baltimore waren 150 Gewerkschaften entstanden – und blieben nicht auf die Atlantikküste begrenzt, auch in Buffalo, St. Louis, Pittsburg, Cleveland, Cincinnati, Louisville und anderen Teilen des Landes, die mit dem Weiterrücken der Frontier immer weiter ins Zentrum der Nation gerückt wurden, gründeten sich Arbeitnehmervertretungen. Im selben Zeitrahmen – von 1834 bis 1838 – wurde das oben genannte große Kanalbauprojekt betrieben. Hier waren die Arbeiter zwar nicht hochgradig organisiert, trotzdem kamen Arbeitsniederlegungen und Streiks vor, die 1834 erstmals von Bundestruppen blutig niedergeschlagen wurden. Im Industriesektor machte ein Beispiel aus Philadelphia Schule, wo sich 1833 zehn Gewerkschaften zusammenschlossen und erfolgreich für den 10-Stunden-Tag eintraten. Ein Folgestreik in Boston schlug jedoch fehl, wurde zwei Jahre später aber erneut versucht: Einer Idee des Arbeiterführers William Benbow folgend legten 20.000 Arbeiter der TUCCP („Traders Union of the City and County of Philadelphia“) die Arbeit nieder und trugen den Sieg davon – sie lösten damit eine Welle aus, die auf alle amerikanischen Industriestädte übergriff.

### Beispiele
Eine einheitliche amerikanische Arbeiterbewegung gab es unter den heterogenen Bedingungen nicht. Am eindringlichsten zeigt sich das bei den Städten Lowell in Massachusetts und Manayunk in Pennsylvania.

#### Lowell – patriarchale Fürsorge für Jungarbeiterinnen

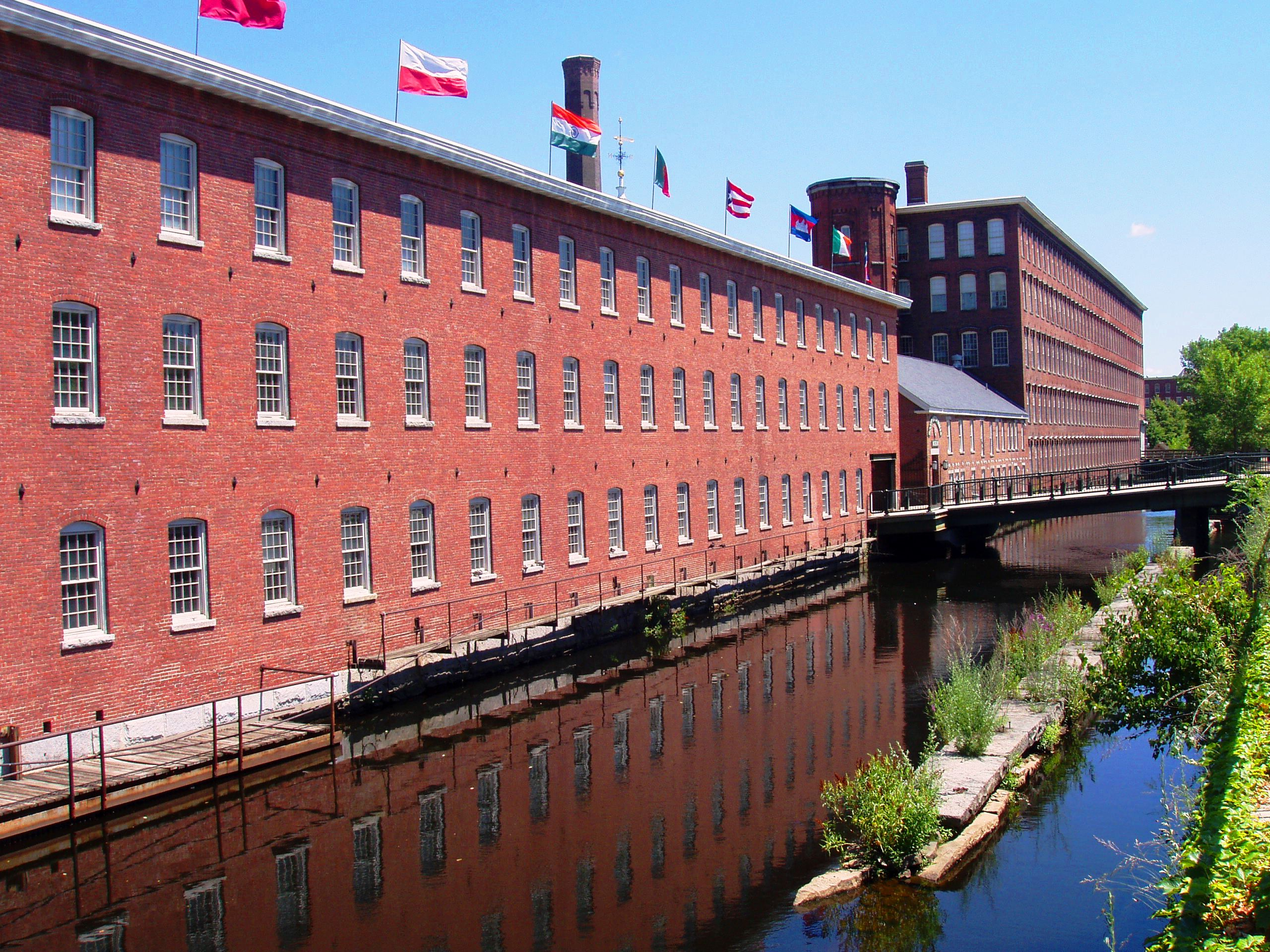
Eine Mühle in Lowell, heute Museum

Als positives Beispiel gilt die als reines Industriezentrum aufgebaute Stadt Lowell. Der Ort, der Anfang der 1820er gerade mal 200 Einwohner hatte, wurde systematisch erweitert und zählte dreißig Jahre später bereits 33.000. Keiner der Investoren, hauptsächlich Geschäftsleute von der Westküste, ließ sich selbst in Lowell nieder – sie schafften jedoch befreiende Zustände für die „Lowell mill girls“, alleinstehende Farmertöchter aus der Umgebung, die sich bis zur Ehe mit der Arbeit in der Fabrik ihre Unabhängigkeit von zu Hause erarbeiteten und in werkseigenen Wohnheimen untergebracht waren. Sie verdienten 40 bis 80 Cent pro Tag, ihre männlichen Kollegen (Wärter, Aufseher, Mechaniker) 85¢ - 2$/Tag.
Eine Arbeiterin aus Lowell beschrieb ihr Werk in einem Brief von 1840 wie folgt:

“[...] In the mills, we are not so far from God and nature, as many persons might suppose. We cultivate and enjoy much pleasure in cultivating flowers and plants. A large and beautiful variety of plants is placed around the walls of the rooms, giving them more the appearance of a flower garden than a workshop. […]
Another great source of pleasure is, that by becoming operatives, we are often enabled to assist aged parents who have become too infirm to provide for themselves; or perhaps to educate some orphan brother or sister, and fit them for future usefulness. And is there no pleasure in all this? no pleasure in relieving the distressed and removing their heavy burdens? […]
Another source is found in the fact of our being acquainted with some person or persons that reside in almost every part of the country. An through these we become familiar with some incidents that interest and amuse us wherever we journey; and cause us to feel a greater interest in the scenery, inasmuch as there are gathered pleasant asscociations about every town, and almost every house and tree that may meet our view.
Let no one suppose that the „factory girls“ are without guardian. We are placed in the care of overseers who feel under moral obligations to look after our interests; and, if we are sick, to acquaint themselves with our situation and wants; and, if need be, to remove us to the Hospital, where we are sure to have the best attendance, provided by the benevolence of our Agents and Superintendents.
In Lowell, we enjoy abundant means of information, especially in the way of public lectures. The time of lecturing is appointed to suit the convenience of the operatives; and sad indeed would be the picture of our Lyceums, Institutes, and scientific Lecture rooms, if all the operatives should absend themselfs.
And last, though not least, is the pleasure of being associated with the institutions of religion, and thereby availing ourselves of the Library, Bible Class, Sabbath School, and all other means of religious instruction.[…].”

„[…]Hier sind wir nicht so weit von Gott und der Natur entfernt, wie viele Leute glauben könnten. Wir erfahren und genießen viel Freude in der Zucht von Blumen und Pflanzen. Eine große und wundervolle Anzahl Pflanzen befindet sich um die Mauern der Zimmer, die sie mehr wie einen Blumengarten als eine Werkstatt aussehen läßt.[…] Eine andere große Freude ist es, daß wir, Arbeiterinnen geworden sind, unseren gealterten Eltern helfen zu können, die zu gebrechlich geworden sind um für sich selbst zu sorgen; oder möglicherweise einen verwaisten Bruder oder eine verwaiste Schwester zu unterrichten und sie auf zukünftige Nützlichkeit vorzubereiten. Und ist keine Freude darin? Keine Freude darin die Not der Bekümmerten zu lindern und ihnen ihre schwere Bürde abzunehmen? […] Eine andere Quelle ist es, Leute geradezu aus dem ganzen Land kennenzulernen. Und dadurch werden wir mit Ereignissen bekannt, die uns interessieren und freuen gleich wohin wir reisen; und sie leiten uns an, ein größeres Interesse an der Landschaft zu zeigen, als daß wir freudige Eindrücke über jede Stadt, und über fast jedes Haus und jeden Baum sammeln, der unseren Blick kreuzt.
Aber laß niemanden denken, die „Fabrikmädchen“ wären ohne Hüter. Wir sind in die Obhut von Aufsehern gegeben, die es als ihre moralische Verpflichtung ansehen, unsere Interessen zu vertreten; sich nach unserer Lage und unseren Wünschen erkundigen, wenn wir krank sind und uns, wenn es nötig ist, ins Krankenhaus bringen, wo wir Dank der Großmut unserer Aufseher und Vormunden sicher sein können, den besten Beistand zu bekommen. In Lowell haben wir reiche Möglichkeiten uns zu bilden, vor allem in öffentlichen Vorträgen. Sie finden statt, wenn die Arbeiter sie besuchen können, es wäre zu traurig, hielten sich alle Arbeiter von unseren Lyceen und Instituten und Vortragssälen fern. Und dann haben wir nicht zuletzt das Vergnügen der Verbindung mit religiösen Institutionen, so daß wir die Bücherei, die Bibelklasse und Sonntagsschule und andere anderen religiösen Einrichtungen zu unserer Verfügung haben. […].“

Als 1834 erste Streiks ausbrachen, da aufgrund fallender Gewinne die Löhne um 15 % gesenkt wurden und es 1836 zu einer faktischen Lohnkürzung um 12,5 % aufgrund erhöhter Kosten für Kost und Logis kam, stießen die wohlbegüterten Loweller Arbeiter bei ihren Kollegen anderorts nur auf Unverständnis. 1.500 junge Frauen gerieten in einen erfolglosen Streik. Trotzdem wurde die Gründung einer Gewerkschaft dieser Frauen von der Gewerkschaft der „Philadelphia Journeymen Cigar Makers“ als ein Schritt in die richtige Richtung begrüßt und unterstützt.
Ein weiterer großer Unterschied zum nachfolgenden Beispiel Manayunk stellt auch die ethnische Zusammensetzung der Arbeiterinnen dar: 1836 waren nur 4 % aller Arbeiterinnen Immigrantinnen (dies änderte sich jedoch drastisch bis 1860, wo es über 60 % waren).

#### Manayunk – das „Manchester Amerikas“

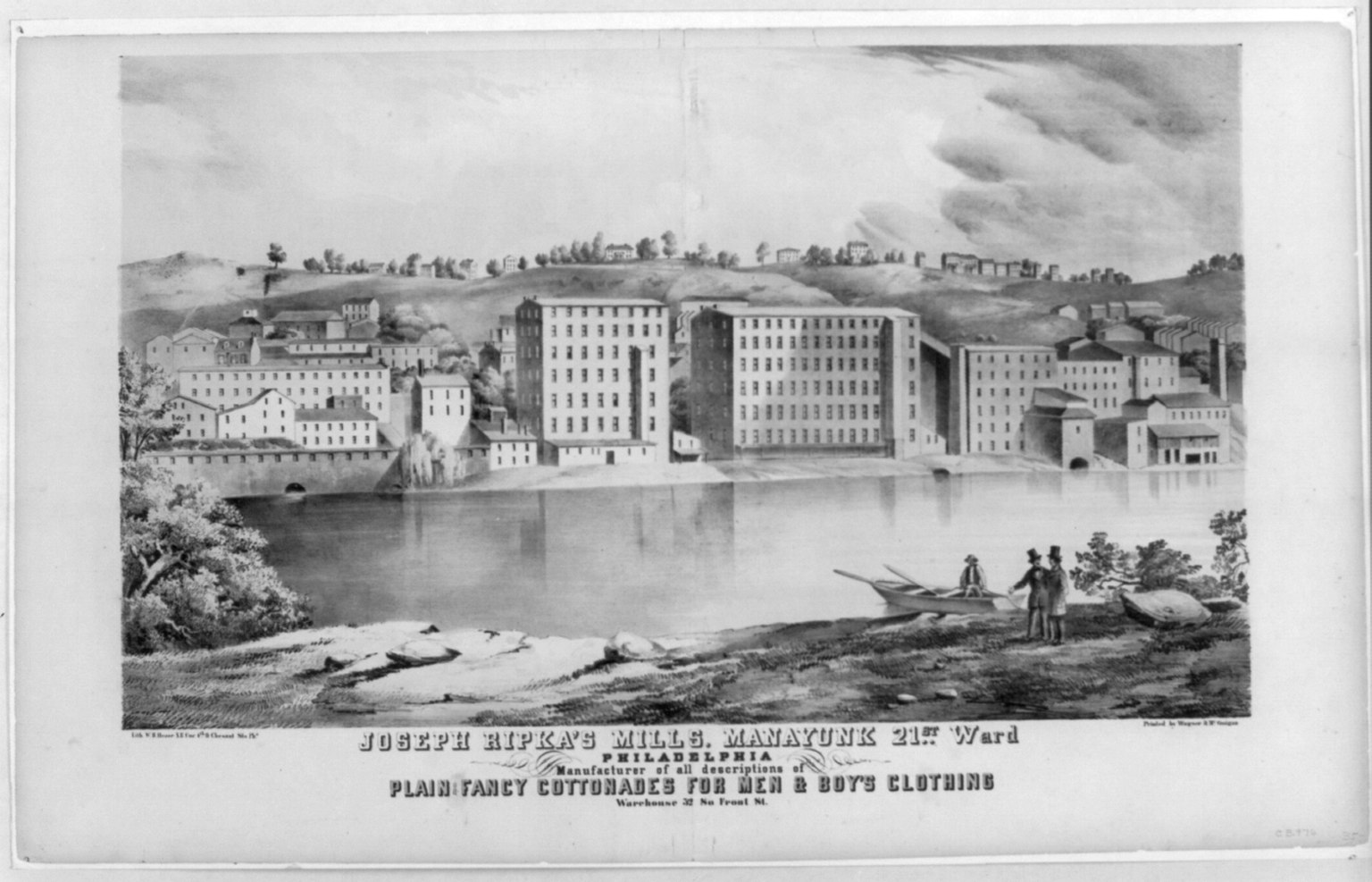
J. Ripkas Mühlen in Manayunk

Manayunk wurde aufgrund seiner enormen Textilindustrie das „Manchester Amerikas“ genannt – zu Beginn der 1830er Jahre standen hier acht große Fabriken. Statistiken liegen aber erst von 1837 vor: Zu diesem Zeitpunkt arbeiteten hier Kinder bis neun Jahre für 75¢/zwei Wochen, Kinder ab 9 für ½ bis 1$/Woche, Frauen für 2$ und Männer für 7,50$/Woche bei einem 13-Stunden-Tag. Frauen wurde die Hälfte ihres Lohns für Unterkunft, Mahlzeiten und Heizkosten abgezogen (hierzu muss gesagt werden, dass sich die deutlich höheren Löhne für Männer auch erklären, indem bei ihnen die Familienmitversorgung eingeplant wurde, während Frauen – oft alleinstehende unverheiratete Mädchen und in Wohnheimen untergebracht – zumindest nach der Lohnplanung nur für sich selbst aufzukommen hatten.) Zusätzlich wurde bis zur Hälfte des zustehenden Lohns am monatlichen Zahltag zurückgehalten.
Diese Bedingungen lösten Anfang der 1830er Jahre, als sie wahrscheinlich noch schlechter waren, eine Welle aus, die sich bis auf die Bundesebene auswirkte. Ein Großteil der Beschäftigten waren europäische Einwanderer, die von der Einführung des Zehn-Stunden-Tages im europäischen Großbritannien inspiriert wurden, während im selben Jahr in zweien der Manayunker Werke eine 20-prozentige Lohnkürzung eingeführt wurde. Dies führte zu einem überwiegend von Frauen getragenen Streik, der sich anschließend im November desselben Jahres unter dem Dach der TUCCP organisierte. Im Mai 1834 wurde den Streikenden eine Lohnerhöhung von 5 % zugestanden, die immer noch eine Lohnkürzung zum Ursprungslohn bedeutete. Einer der führenden Köpfe des Arbeitskampfes, der aus Irland eingewanderte John Ferral, gründete 1835 mit Vertretern anderer Gewerkschaften aus Boston, Poughkeepsie, Newark und New York im Staat New York die erste bundesweite Arbeiterorganisation: die „National Traders Union“, die in Philadelphia unter seinem Vorsitz den ersten Generalstreik der US-Geschichte für den allgemeinen 10-Stunden-Tag durchführte und in dieser Stadt obsiegte. Die Nachricht von diesem Erfolg verbreitete sich wie ein Lauffeuer und fand Nachahmer in den Staaten New Jersey, New York, Connecticut, Massachusetts, Maryland und South Carolina. Die meisten wurden von Erfolg gekrönt, sodass Ende des Jahres 1835 die meisten Fachhandwerker einen Normalarbeitstag von zehn Stunden hatten, zwei Stunden weniger als zuvor. Auch die Arbeitszeit der übrigen Arbeiter war rückläufig.

### Entwicklung bis zur Sezession 1861
Nachdem 1842 die erste Zeit der Gewerkschaften praktisch schon vorbei war, wurden sie in den USA per Gerichtsbeschluss legalisiert – Streiks hingegen fielen weiter unter den Straftatbestand der Verschwörung. In den 1840ern wanderten 3 Millionen Menschen in die USA ein, hauptsächlich Iren und Deutsche (die zusammen 70 % der Einwanderer ausmachten), gefolgt von Schotten, Norwegern und Engländern, unter ihnen auch viele politische Flüchtlinge, spätestens nach dem gescheiterten Revolutionsjahr 1848, die ohne eine Familie in den Vereinigten Staaten, die ihnen einen Rückhalt hätte geben können, ohne Job der totalen Armut ausgeliefert wären und so jede Stelle zu jeder Bedingung akzeptierten. 1847 kamen auf 10.000 Einwohner 100 Immigranten, was die proportional höchste Einwanderungsrate in der Geschichte der USA darstellt. Diese Politik des Lohndumpings spaltete die Arbeiterschaft und führte unter den Arbeitslosen zu „Rassekonflikten“ zwischen Einheimischen und Zugewanderten. Zu den letzten großen Unruhen kam es 1842 beim Kampf um das allgemeine Wahlrecht (zumindest für Männer), bei dem es in Rhode Island zu revolutionären Ausschreitungen kam, die von Regierungstruppen niedergeschlagen wurden. Das Wahlrecht wurde jedoch zugestanden. Da jetzt in fast allen Staaten weiße Arbeiter auch das lokale Wahlrecht besaßen, wurden sie von den großen Parteien noch weiter eingebunden. Im gleichen Jahr wurde der allgemeine 10-Stunden-Tag in New Hampshire erkämpft (jedoch umgingen die Arbeitgeber diese Regelung, indem sie umgehend alle Arbeiter entließen und nur noch solche wiedereinstellten, die sich vertraglich „freiwillig“ zu Mehrarbeit verpflichteten). Ähnliche Regelungen wurden 1848 in Pennsylvania eingeführt, bis sie später ordentlichen Charakter annahmen und die Praxis der „freiwilligen“ Mehrarbeit verboten wurde.
1842 setzte ein neues Wirtschaftswachstum ein, die rapide Ausdehnung der USA von 1844 bis 1860 überdeckte die Einwanderungsprobleme. Entstehende Arbeitsplätze sorgten für sozialen Frieden, der Krieg gegen Mexiko und der Goldrausch lenkten von sozialen Problemen ab. Mit der Wirtschaftskrise von 1857 gingen die meisten Gewerkschaften ein.

## Im Gilded Age und in der Progressive Era bis 1917
Im Jahr 1861 brach der Amerikanische Bürgerkrieg aus. Karl Marx in London und Friedrich Engels standen auf der Seite der Nordstaaten, die die Südstaaten in das historische Stadium des Kapitalismus zu führen hatten. Sie erwarteten danach eine allmähliche Lösung der Arbeiter- und Rassenfrage. Als dies nicht eintrat, verstummten ihre Impulse ab 1870. Mit der Großen Depression ab 1873 verschwanden die meisten, gerade erst neu gegründeten Gewerkschaften erneut, wie die 1866 in Baltimore gegründete National Labor Union um Ira Steward.
Langfristig wurden die Vereinigten Staaten im von Mark Twain ironisch so genannten Gilded Age immer stärker industrialisiert, sodass mehr Fabrik- und Bergarbeiter gebraucht wurden und zuwandern konnten. Für den kontinentalen Ausbau der Eisenbahnprojekte waren Gleise zu verlegen. Konflikte um Löhne, Zeiten und Schutzmaßnahmen verlangten nach einer organisierten Interessenvertretung, wofür im auf Individualismus ausgerichteten Klima der Vereinigten Staaten schlechte Voraussetzungen bestanden. Erst 1878 konnten die Knights of Labor einen ersten nationalen Kongress in Pennsylvania abhalten, ihre Mitgliederzahl stieg in den 1880er Jahren auf 700.000 an, Frauen und Schwarze waren hier zugelassen. Sie wollten den Achtstundentag, Verbot der Kinderarbeit, die Verstaatlichung der Eisenbahnen und Telegrafengesellschaften, lehnten aber den Streik als Mittel ab. Trotzdem brach 1877 ein gewaltiger Eisenbahnerstreik von Virginia bis an die Westküste aus. Präsident Hayes ließ Bundestruppen eingreifen, es gab über hundert Tote. Als Reaktion entstanden erste lokale Arbeiterparteien, teilweise mit rassistischen Forderungen wie nach der Ausweisung aller Chinesen aus Kalifornien. Der deutsche Emigrant Johann Most spielte ab 1882 eine wichtige Rolle bei den Anarchistenzellen. Einschneidend wirkte der Bombenanschlag 1886 auf dem Haymarket in Chicago, bei dem sieben Polizisten zu Tode kamen. Vorangegangen war eine große Demonstration am 1. Mai, aus dem später der international und bis heute der Tag der Arbeit hervorging. Die öffentliche Meinung wandte sich gegen die Arbeiterbewegung, als Täter wurde der deutschstämmige Anarchistenführer August Spies verhaftet und 1887 mit drei andern Männern hingerichtet. Den Knights war damit weiteres Wachstum verbaut.

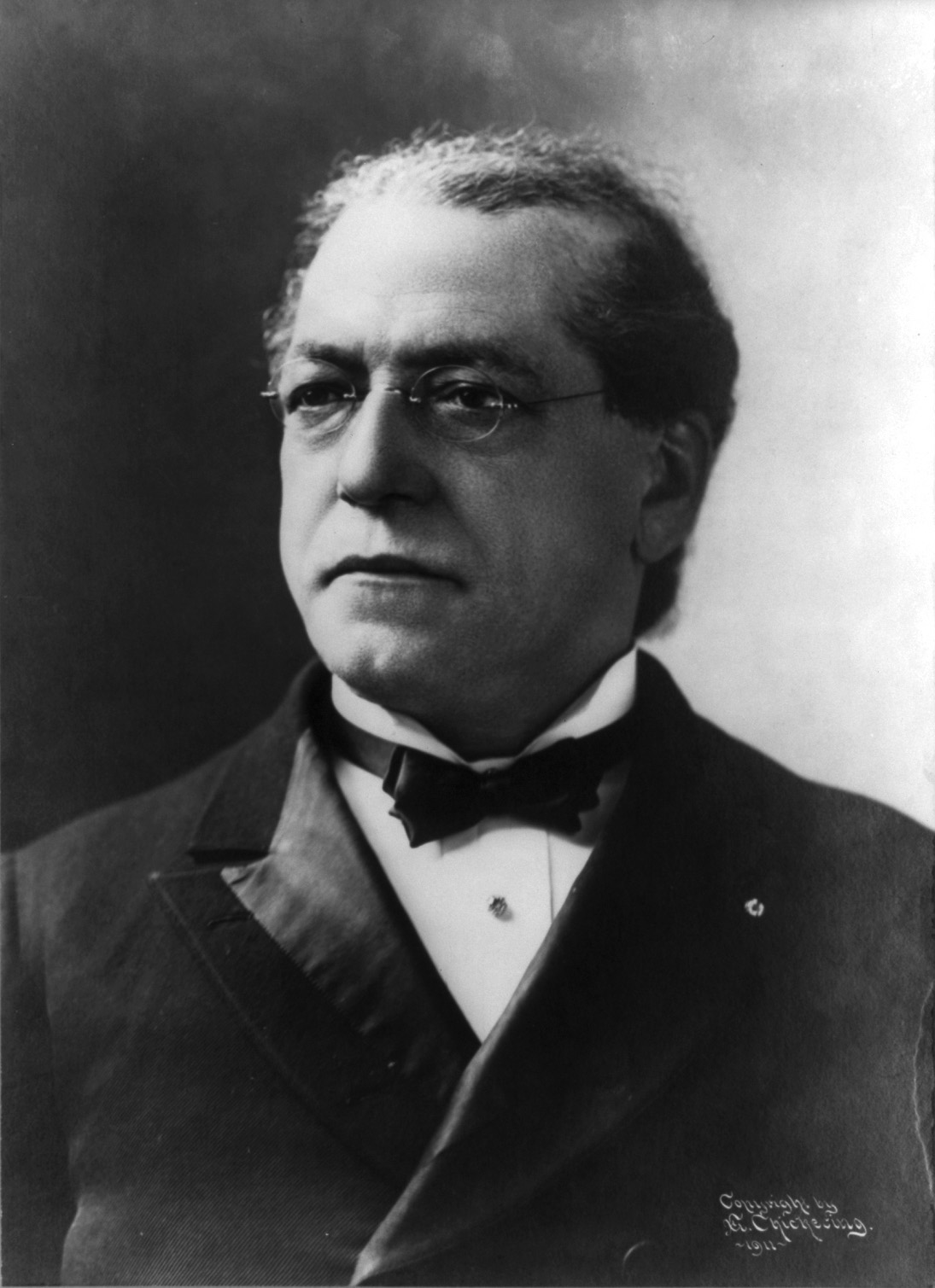
Samuel Gompers

Margaret Dreier Robins

Ihr Erbe übernahm die American Federation of Labor, die 1881 in Pittsburgh durch den Zigarrenarbeiter Samuel Gompers als Zusammenschluss mehrerer Branchenverbände gegründet worden war. Streik wurde jetzt eingesetzt, doch blieben die Ziele pragmatisch begrenzt auf das bestehende soziale System. Dennoch zeigten sich schwere Niederlagen gegen den Stahlkonzern Carnegie 1892 und den Waggonproduzenten Pullmann, auch weil die Depression um 1894 2,5 Millionen Menschen arbeitslos machte. Um 1900 gab es ca. 1 Million Mitglieder und 40 Branchenorganisationen (bei ca. 30 Mio. Beschäftigten ein geringer Organisationsgrad). Ungelernte, Frauen und Schwarze, Asiaten, Latinos blieben zudem außen vor, sodass vor allem die schlecht bezahlten Textilarbeiterinnen 1903 sich zur Women's Trade Union League (WTUL) vereinigten, die bald von Margaret Dreier Robins geführt wurde. Zur Überraschung der Marxisten entstand lange trotz zeitweiser Verelendung keine sozialistische Bewegung und keine revolutionäre Stimmung in den Vereinigten Staaten. Unter anderem wegen des Sozialistengesetzes wanderten viele deutsche Sozialisten in die USA ein, in San Francisco gründeten sie 1911 nach heimatlichem Vorbild einen Arbeiterbildungsverein, der über 1000 Mitglieder hatte und bis nach 1945 bestand.
Ab 1897 brachte die politische Bewegung des liberalen Progressive Movement viele Reformen in Gang, zeigte aber wenig Interesse an den Fabrikarbeitern. Der marxistisch geschulte Gewerkschafter Eugene V. Debs gründete 1901 die Socialist Party of America, die nun die politische Linke versammelte und in der Präsidentschaftswahl 1912 an die 6 % erreichte. Sie war Mitglied der Sozialistischen Internationale. Doch versank sie wegen ihres Pazifismus ab 1915 wieder im Bedeutungslosen. Der Bürgerrechtsaktivist W. E. B. Du Bois 1911 wurde 1911 kurze Zeit Mitglied der Sozialistischen Partei, doch wurden nur wenige Afroamerikaner Sozialisten. Dagegen wuchsen die Gewerkschaften weiter auf 5 Mio. Mitglieder 1920 (bei 40 Mio. Beschäftigten). Gegen die ausgrenzende Politik des AFL gründete sich 1905 in Chicago in den Bergbauregionen der Rocky Mountains und Virginias die radikalere Gewerkschaft Industrial Workers of the World (IWW), die sich um Frauen und Schwarze bemühte. Bill Haywood unterstützte deren Pazifismus 1918 mit einer berühmten Rede, die ihm 20 Jahre Gefängnis einbrachte. Er floh nach Sowjetrussland.

## Vom Ersten zum Zweiten Weltkrieg
Nach 1920 setzte ein solcher Boom des Industriewachstums ein, dass für Arbeiter Verbesserungen durchzusetzen möglich wurde. Die Gewerkschaften wuchsen weiter. Negative Schlagzeilen machten der Prozess wegen Doppelmords und die Hinrichtung 1927 der beiden italienischen Anarchisten Sacco und Vanzetti, die auch in Arbeitersongs beklagt wurde. Sie gilt heute als Justizmord. Die Weltwirtschaftskrise ab 1929 stürzte viele Arbeiter ins Elend. Die Mitgliederzahl der Gewerkschaften verdoppelte sich von 1930 bis zum Kriegsende 1945 auf 15 Millionen Menschen.
Roosevelts New Deal verhalf ab 1933 gegen großen Widerstand den Arbeitern zum Mindestlohn, Recht auf überbetriebliche Organisation (National Labor Relations Act, auch Wagner-Act 1935) und zum Tarifrecht (Fair Labor Standards Act, 1938). Zu den Eigenarten des Sozialsystems gehörte es, dass Hausangestellte und Landarbeiter von der 1935 neu eingeführten Sozialversicherung gegen Arbeitslosigkeit und Altersarmut (noch keine Krankenversicherung) ausgeschlossen wurden, weil die Südstaaten dies so wollten. Der Wagner-Act wurde 1947 durch das arbeitgeberfreundliche Taft-Hartley-Gesetz de facto aufgehoben.
1935 wurde als radikale Antwort auf die gemäßigte Politik der AFL (American Federation of Labor) ein neuer Gewerkschaftsbund unter John L. Lewis gegründet, der CIO (Congress of Industrial Organisations), der sich als Bund von speziellen Industriegewerkschaften verstand und sich um un- bzw. angelernte Arbeiter bemühte, wie z. B. die Bandarbeiter in der Automobilindustrie. Auch Frauen und Afroamerikaner traten in die CIO ein. Zu ihr gehörte Gus Hall, der langjährige Generalsekretär und spätere Präsidentschaftskandidat der Kommunistischen Partei der USA. Der Gewerkschaftschef der Transportarbeiter Jimmy Hoffa war für seine jahrzehntelangen Beziehungen zur Mafia bekannt, die ihm gegen Konkurrenten half.

## Im Kalten Krieg
In der McCarthy-Zeit gerieten linke Gewerkschafter leicht unter Kommunismusverdacht, zum im Taft-Hartley-Gesetz eine Klausel war, die von allen Gewerkschaftern eine antikommunistische Erklärung verlangte. Die kommunistische Vorsitzende Elizabeth Gurley Flynn durfte nicht in die Sowjetunion ausreisen. 1955 schlossen sich beide Großverbände der Gewerkschaften zur AFL-CIO unter dem entschiedenen Antikommunisten George Meany zusammen. In Westdeutschland verdankten die DGB-Gewerkschaften seiner Fürsprache das Entgegenkommen der Besatzungsbehörden. 1975 betrieb er den Austritt aus der Weltdachorganisation ILO, weil sie zu wenig Kritik an den kommunistischen Staaten übte. Sein Assistent Lane Kirkland löste ihn 1979 ab und leitete den Bund bis 1995, nicht minder weltweit im Antikommunismus engagiert, z. B. durch die Unterstützung der polnischen Solidarność. Der konservative Präsident Ronald Reagan war zuvor auch als Gewerkschaftsvorsitzender in Hollywood tätig, in seiner Präsidentschaft sanken aber die Mitgliedszahlen der Gewerkschaften weiter.
Trotz des in geringer Dosis aufkommenden akademischen Neomarxismus (Paul A. Baran, Paul Sweezy u. a. m.), der New Left und der Studentenrevolte 1968 entstand keine nennenswerte sozialistische Bewegung. Zwar gibt es seit 1973 die Sozialistische Partei der USA, doch blieb sie eine Splitterpartei neben anderen. Die Verbindung von Rassen- und antikapitalistischen Kampf versuchte noch einmal Malcolm X, der 1965 von bis heute Unbekannten ermordet wurde. Wie in anderen Industrieländern entfremdete sich die Arbeiterschaft in der Deindustrialisierung vieler Regionen (Kohle, Stahl, später die Autoindustrie von Detroit) von den tradierten Organisationen. 1970 vertraten die Gewerkschaften noch ein Fünftel der Arbeitnehmer, seitdem sinkt die Quote.

## Arbeiterbewegung seit 1990
Markant ist der Bedeutungsverlust der Industriegewerkschaften. Die größten Einzelgewerkschaften umfassen heute Öffentlicher Dienst und Lehrer, dann Transport- und andere Dienstleistungen. Im privaten Sektor liegt der Organisationsgrad unter 9 %. 85 Prozent aller Beschäftigten in den USA arbeiten ohne Tarifvertrag. Industriestandorte wurden oft in gewerkschaftsfreie Regionen verlagert (vom frost-belt zum sun-belt). Damit sind die Gewerkschaften politisch in der Defensive. In der Parteienlandschaft gibt eine kleine rot-grüne Partei mit einem ökosozialistischen Programm unter Howie Hawkins. Eine Besonderheit der letzten Präsidentschaftsnominierungen war der demokratische Senator von Vermont Bernie Sanders, der sich lange als Kandidat halten konnte, auch wenn er stark sozialdemokratische und arbeiternahe Positionen vertrat, die in der amerikanischen Tradition fremd klingen. Unterstützt wird er durch die Democratic Socialists of America, eine Splittergruppe innerhalb der Demokraten. Die aus Puerto Rico stammende Kongressabgeordnete Alexandria Ocasio-Cortez und die aus einer palästinensischen Familie stammende Rashida Tlaib, die erste Muslima im Kongress, gehören dazu.
In den frühen 2020er Jahren zeigte sich eine kleine Trendwende vor allem in großen Städten und in der Dienstleistungsbranche wie bei Amazon oder Starbucks, als mehrere Gewerkschaftsgründungen gelangen. Präsident Biden bezeichnete sich selbst als einen „Gewerkschaftsmann“.

## Geschichtsschreibung
Nach einigen historischen Arbeiten im Umfeld der Arbeiterbewegung selbst, teilweise auch von deutschen Gelehrten wie August Sartorius von Waltershausen, entstand im Ersten Weltkrieg eine akademische Geschichtsschreibung zur Arbeiterbewegung, deren Haupt der Soziologe John R. Commons an der Universität von Wisconsin-Madison war. Die vierbändige History of Labor erschien bis 1935. Zu dieser Gruppe der älteren, klassischen labor history gehören die Forscher Selig Perlman, Sumner Slichter, Philip Taft sowie die jüngeren Joseph Rayback, Neil W. Chamberlain, John Thomas Dunlop. Im Widerspruch dazu entstand durch das Mitglied der CPUSA Philip S. Foner eine zehnbändige Geschichte, die im marxistisch-leninistischen Theorierahmen verfasst wurde.
Mit der Stärkung der Sozialgeschichte ab den 1950er Jahren entstand im Vereinigten Königreich und den USA eine neue Richtung, die new labor history. Sie konzentrierte sich stärker auf die subjektiven Erfahrungen von Arbeitern, Frauen und Minderheiten im Industrialisierungsprozess und ging in die Richtung einer modernen Kulturgeschichte der unteren Schichten. Der englische Sozialhistoriker E. P. Thompson gab ein Beispiel, in den USA folgten David Brody, Melvyn Dubofsky, Herbert Gutman, Nelson Lichtenstein und David Montgomery.
Heutige Soziologen und Historiker befassen sich vielfach mit dem Wandel der Rolle von Gewerkschaften in der Deindustrialisierung und den Wechselwirkungen in der globalisierten Wirtschaft.